# Sounds from Nowheresville
Sounds from Nowheresville – drugi album studyjny brytyjskiego duetu The Ting Tings. Wydany został 24 lutego 2012 roku przez wytwórnię Columbia Records. Producentem albumu jest Jules De Martino. Album zadebiutował na 23. miejscu w notowaniu UK Albums Chart ze sprzedażą 6246 egzemplarzy.

## Lista utworów
| Edycja standardowa | Edycja standardowa  | Edycja standardowa            | Edycja standardowa | Edycja standardowa |
| Nr                 | Tytuł utworu        | Tekst                         | Muzyka             | Długość            |
| ------------------ | ------------------- | ----------------------------- | ------------------ | ------------------ |
| 1.                 | „Silence”           | Jules De Martino, Katie White | Jules De Martino   | 3:47               |
| 2.                 | „Hit Me Down Sonny” | Jules De Martino, Katie White | Jules De Martino   | 2:51               |
| 3.                 | „Hang It Up”        | Jules De Martino, Katie White | Jules De Martino   | 3:12               |
| 4.                 | „Give It Back”      | Jules De Martino, Katie White | Jules De Martino   | 3:36               |
| 5.                 | „Guggenheim”        | Jules De Martino, Katie White | Jules De Martino   | 3:57               |
| 6.                 | „Soul Killing”      | Jules De Martino, Katie White | Jules De Martino   | 3:17               |
| 7.                 | „One by One”        | Jules De Martino, Katie White | Jules De Martino   | 3:46               |
| 8.                 | „Day to Day”        | Jules De Martino, Katie White | Jules De Martino   | 3:34               |
| 9.                 | „Help”              | Jules De Martino, Katie White | Jules De Martino   | 3:01               |
| 10.                | „In Your Life”      | Jules De Martino, Katie White | Jules De Martino   | 2:58               |
|                    |                     |                               |                    | 33:59              |

## Pozycje na listach przebojów
| Kraj              | Lista (2008)   | Najwyższa pozycja |
| ----------------- | -------------- | ----------------- |
| Australia         | Top 50 Albums  | 51                |
| Austria           | Alben Top 75   | 30                |
| Belgia (Flandria) | Ultratop 50    | 67                |
| Belgia (Wallonia) | Ultratop 50    | 46                |
| Francja           | Top 200 Albums | 59                |
| Hiszpania         | Top 100 Albums | 100               |
| Holandia          | Album Top 100  | 53                |
| Irlandia          | Top 75 Albums  | 44                |
| Japonia           | Oricon         | 49                |
| Niemcy            | Top 100 Albums | 50                |
| Stany Zjednoczone | Billboard 200  | 87                |
| Szwajcaria        | Alben Top 100  | 12                |
| Wielka Brytania   | Albums Top 100 | 23                |